# Amt Laubach
Das Amt Laubach war ein Amt der Grafen von Solms-Laubach und nachfolgend im Großherzogtum Hessen.

## Funktion
In der Frühen Neuzeit waren Ämter eine Ebene zwischen den Gemeinden und der Landesherrschaft. Die Funktionen von Verwaltung und Rechtsprechung waren hier nicht getrennt. Dem Amt stand ein Amtmann vor, der von der Landesherrschaft eingesetzt wurde. 

## Geschichte
Das Amt Laubach gehörte in der frühen Neuzeit zur Grafschaft Solms-Laubach. Mit der Rheinbundakte von 1806 fiel die staatliche Hoheit über die Grafschaft Solms-Laubach dem Großherzogtum Hessen zu. Dieses gliederte das Gebiet in das Fürstentum Oberhessen (ab 1816: „Provinz Oberhessen“) ein, war allerdings an die Einschränkung gebunden, dass dem Grafen der Rang eines Standesherren verblieb und er dort weiter hoheitliche Rechte in Verwaltung und Rechtsprechung ausübte. Diese eigenständige Souveränität störte selbstverständlich den Anspruch des Großherzogtums auf das staatliche Gewaltmonopol.
Ab 1820 kam es im Großherzogtum Hessen zu Verwaltungsreformen. 1821 wurden auch auf unterer Ebene Rechtsprechung und Verwaltung getrennt und alle Ämter aufgelöst. Für die bisher durch die Ämter wahrgenommenen Verwaltungsaufgaben wurden Landratsbezirke geschaffen, für die erstinstanzliche Rechtsprechung Landgerichte.
Wegen der querliegenden Rechte der Standesherren dauerte das in einigen der von ihnen regierten Gebiete bis 1822, so auch im Bereich Solms-Laubach: Mit Allerhöchster Entschließung seiner Königlichen Hoheit des Großherzogs vom 24. April 1822 wurde das ehemals gräflich solms-laubachische Amt Laubach aufgelöst und dessen Verwaltungsaufgaben auf den neu gebildeten Landratsbezirk Hungen, dessen Aufgaben in der Rechtsprechung dem Landgericht Hungen übertragen.

## Bestandteile
Zum Amt Laubach gehörten zum Zeitpunkt seines Übergangs an das Großherzogtum Hessen 1806:
- Laubach[1],
- Freienseen[5],
- Gonterskirchen[6],
- Lardenbach[7]
- Ruppertsburg[8] und
- Wetterfeld[9].

## Recht
Im Amt Laubach galt das Solmser Landrecht. Das Gemeine Recht galt nur noch, wenn das Solmser Landrecht für einen Sachverhalt keine Bestimmungen enthielt. Das Solmser Landrecht blieb auch, als das Amt Laubach zum Großherzogtum Hessen gehörte, dort weiter geltendes Recht, das erst zum 1. Januar 1900 das einheitlich im ganzen Deutschen Reich geltende Bürgerliche Gesetzbuch ablöste.